# Salers, Cantal
Salers är en kommun i departementet Cantal i regionen Auvergne-Rhône-Alpes i mitten av Frankrike. Kommunen ligger  i kantonen Salers som ligger i arrondissementet Mauriac. År 2022 hade Salers 312 invånare.

## Befolkningsutveckling
Antalet invånare i kommunen Salers
Referens:INSEE